# معركة خانكالا
كانت معركة خانكالا محاولة فاشلة من قبل المقاتلين الشيشان للهجوم المضاد على الموقع الاستراتيجي في خانكالا من غروزني وأرغن باستخدام المركبات المدرعة.
خانكالا هي قاعدة عسكرية سوفيتية سابقة ومهبط طائرات في الضواحي الشرقية لغروزني، وتتجاوز أيضًا طريق روستوف - باكو السريع وتقطع الوصول المباشر إلى العاصمة الشيشانية غروزني من بلدة أرغن. تم الاستيلاء على القاعدة من قبل رتل من القوات الروسية بقيادة عناصر من الفرقة 104 المحمولة جواً بالحرس في اندفاعة مفاجئة إلى الجنوب الشرقي من قرية تولستوي-يورت.

وبحسب ما ورد، في أعقاب المعركة، تم صد المهاجمين الشيشان من قبل المظليين الروس، وفقدوا ست دبابات وناقلة جنود مدرعة.